# Best seller (pel·lícula)
Best Seller és una pel·lícula estatunidenca de John Flynn, estrenada l'any 1987. Ha estat doblada al català.

## Argument
El 1972, tres homes caracteritzats amb mascares de Richard Nixon, atraquen el dipòsit d'embargaments de la policia de Los Angeles. Només l'oficial Dennis Meechum sobreviu a la massacre i, abans que els atracadors no fugin, el policia, ferit, colpeja al ventre d'un d'ells. Diversos anys han passat i, promogut tinent de policia, Meechum d'altra banda ha escrit un llibre d'èxit de la seva experiència i viu amb la seva filla Holly. Un dia, en una persecució amb un pinxo, se surt d'un problema gràcies a Cleve, un home misteriós amb una elegant disfressa. Aquest, que sembla conèixer bé Meechum, resulta ser un assassí a sou, i vol venjar-se de l'industrial David Madlock, el seu antic empresari, revelant les seves activitats criminals en el proper llibre de Meechum. En principi escèptic, el policia, endeutat i patint el bloqueig de l'escriptor, accepta acompanyar Cleve.

## Repartiment
- James Woods: Cleve
- Brian Dennehy: Dennis Meechum
- Victoria Tennant: Roberta Gillian
- Allison Balson: Holly Meechum
- Paul Shenar: David Madlock
- George Coe: Graham
- Jeffrey Josephson: Pearlman
- Edward Blackoff: Thorn

## Rebuda
La pel·lícula no va conéixer l'èxit comercial, informant aproximadament 4,278 milions $ al box-office a Amèrica del Nord.
Ha rebut una rebuda de la crítica més aviat favorable, recollint un 60 % de crítiques positives, amb una nota mitjana de 5,9/10 i sobre la base de 10 crítics en el lloc Rotten Tomatoes.

## Nominacions
El 1988, Best seller va ser nominada al premi Edgar-Allan-Poe a la millor pel·lícula i James Woods a l'Independent Spirit Award al millor actor.